# Голодомор у сучасній політиці
Голодомор сучасна українська влада офіційно вважає за акт геноциду з боку радянського уряду; таким його визнають і деякі інші суб'єкти міжнародного права, а також Організація Об'єднаних Націй. Деякі з них, такі, як Сполучені Штати Америки і ЄС визнають, що Голодомор був злочином проти українського народу, але не визнають його як геноцид. Росія офіційно заперечує, що це був акт геноциду і схильна стверджувати, що голод заподіяв страждання численним жителям Радянського Союзу незалежно від національності.

## Передісторія
За даними Комісії уряду США щодо українського голодомору, вилучення радянською владою врожаю 1932 року було головною причиною голоду. Комісія США констатувала, що «протягом сільськогосподарського року 1932—1933 хоч голод і мав місце у Надволжі і Північно-Кавказькому краї в цілому, агресивність сталінських втручань восени 1932 року і в січні 1933 року в Україні можна порівняти тільки з етнічно українською Кубанню на Північному Кавказі». 
Деякі вчені документально доводять, що радянський голод 1932-33 років торкнувся і представників інших національностей. У своїй книжці з 2004 року «Роки голоду: радянське сільське господарство, 1931-1933» Роберт Вільям Девіс і Стівен Ґ. Віткрофт оцінюють кількість випадків смерті від голоду 1932—1933 по всій території СРСР приблизно у 5,5—6,5 млн. Проте Голодомор все ще залишається питанням політичним.
Є твердження, що голод перш за все зачепив сільське населення України. При цьому не слід забувати, що в 1932 році від 75% до 85% населення України проживало в селах.

## Українська декларація про геноцид
15 травня 2003 Верховна Рада України ухвалила постанову про оголошення голоду 1932—1933 років актом геноциду, зумисно організованим радянською владою проти українського народу.  28 листопада 2006 року український парламент схвалив закон, який визначає Голодомор 1932—1933 років як «геноцид проти українського народу». 2007 року Президент Віктор Ющенко запропонував закон, який би притягав до кримінальної відповідальності за заперечення Голодомору. Однак за цей закон парламент так і не проголосував.

## Міжнародне визнання

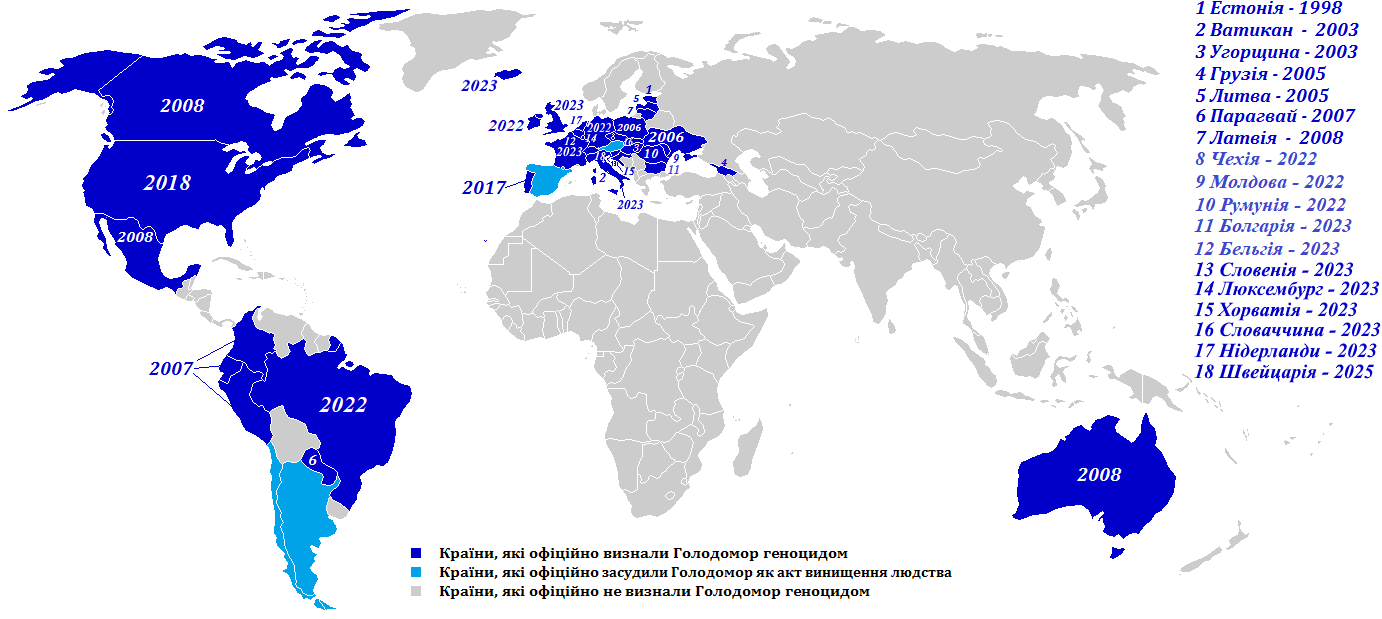
Країни, які офіційно визнають Голодомор геноцидом

Творець терміна «геноцид» Рафаель Лемкін був центральним промовцем на маніфестації американських українців у вересні 1953 року з нагоди двадцятих роковин українського Голодомору. Чимало голів держав, урядів чи парламентів країн, включаючи Україну, ЄС (Європарламент), Австралію, Бельгію, Болгарію, Бразилію, Канаду, Чехію, Хорватію, Колумбію, Еквадор, Естонію, Францію, Грузію, Італію, Ірландію, Ісландію, Угорщину, Латвію, Литву, Люксембург, Нідерланди, Німеччину, Мексику, Молдову, Парагвай, Перу, Польщу, Португалію, Румунію, Словаччину, Словенію, Сполучене Королівство (також Уельс), США і Ватикан, вважають голод 1932-1933 актом геноциду. Станом на жовтень 2023 року 34 держав визнали Голодомор геноцидом.
На міжнародній конференції з українського Голодомору, проведеній у жовтні 2003 року в Інституті соціальної та релігійної історії Віченци, 28 учасників конференції, включаючи таких шанованих істориків, як Джеймс Мейс, Губерт Лашкевич, Андреа Граціозі, Юрій Шаповал, Гергард Сімон, Орест Субтельний і Мауро Мартіні, схвалили резолюцію, направлену до уряду Італії та Європейського парламенту з проханням визнати Голодомор актом геноциду проти українського народу.

### ООН
В остаточному звіті Міжнародної комісії з розслідування Голоду в Україні, виголошений заступником Генерального секретаря ООН з прав людини в Женеві 9 травня 1990, робиться висновок, що голод в Україні був, по суті, геноцидом. Водночас, більшість комісії (5 із 6) вважає імовірним, що під час голоду існували складові елементи геноциду. Комісія не спромоглася підтвердити існування заздалегідь придуманого плану організації голоду в Україні, з тим щоб забезпечити успіх політики Москви.
Важливим кроком до світового визнання Голодомору була «Спільна заява Організації Об'єднаних Націй у зв'язку з 70-ми роковинами Голодомору в Україні 1932-1933» (10 листопада 2003),, яка оцінила Голодомор як велику трагедію. На думку головного українського представника в ООН Валерія Кучинського, декларація являє собою компроміс між позиціями Великої Британії, США і Росії, які заперечують, що Голодомор був геноцидом, та позицією України, яка наполягає на визнанні Голодомору як форми геноциду.

### США
На конференції на тему «Визнання і заперечення геноциду та масових убивств у ХХ столітті», що відбулася у Міському університеті Нью-Йорка 13 листопада 1987 року, було заявлено, що Радянська Україна потерпала в 1932—1933 рр. від штучного голоду, в ході якого загинули мільйони. Комісія уряду Сполучених Штатів дійшла висновку, що це була частина наступу центрального уряду на українську націю і культуру. Уряд Сполучених Штатів отримував у той час численні донесення розвідки про голод зі своїх європейських посольств, але вирішив не визнавати голод публічно. Подібним чином провідні члени американського корпусу преси в Радянському Союзі самовільно прикривали голод у своїх депешах. Схоже на те, що в обох випадках вирішальними чинниками в цьому прикритті стали політичні міркування стосовно встановлення дипломатичних відносин з СРСР.

### Європа
3 липня 2008 року Парламентська асамблея Організації з безпеки і співробітництва в Європі ухвалила резолюцію, що засуджує український голод, визнаючи пряму відповідальність радянської сторони. Резолюція закликала всі парламенти вжити заходів щодо визнання факту Голодомору в Україні, але не спромоглася визнати його актом геноциду, як про це прохалося у документі, підготовленому українською делегацією.

#### ЄС
23 жовтня 2008 Європейський парламент прийняв резолюцію, що називала Голодомор «нечуваним злочином проти українського народу та проти людяності», який «цинічно і жорстоко спланував сталінський режим з метою протягти радянську політику колективізації сільського господарства». Однак у резолюції не наважилися назвати голод актом геноциду.
15 грудня 2022 року Європейський парламент визнав Голодомор, спричинений радянським режимом в Україні у 1932-1933 роках, геноцидом. У резолюції наголошується, що відбілювання та прославляння тоталітарного радянського режиму та відродження культу радянського диктатора Йосипа Сталіна призвело до того, що Росія сьогодні є державою-спонсором тероризму. Резолюція звинувачує нинішній російський режим у порушенні суверенітету і територіальної цілісності України, прагненні ліквідувати Україну як національну державу та знищити ідентичність і культуру її народу. Вона також засуджує той факт, що триваюча війна створила глобальну продовольчу кризу, коли Росія знищує та грабує українські зерносховища та продовжує перешкоджати забезпеченню експорту українського зерна до найбільш бідних країн світу. Крім того, депутати Європарламенту хочуть, щоб ЄС та треті країни підвищили обізнаність про події Голодомору та інші злочини, скоєні радянським тоталітарним режимом. Засуджуючи нинішній російський режим за маніпулювання історичною пам'яттю з метою власного виживання, парламент закликає Російську Федерацію, як головну правонаступницю Радянського Союзу, вибачитися за ці злочини.

### Росія
Російська Федерація офіційно твердить, що Голодомор не був геноцидом українського народу, а Державна Дума в 2008 році ухвалила з цього питання постанову, де заявляється, що цей голод не слід розцінювати як геноцид. У ній, зокрема, стверджується таке: «Немає ніяких історичних доказів того, що голод було організовано за національною ознакою. Його жертвами були мільйони громадян Радянського Союзу, що представляли різні народи і народності, які проживали переважно в сільськогосподарських районах країни.» Офіційний представник МЗС Російської Федерації Михайло Каминін заявив, що Росія виступає проти політизації Голодомору, і це питання для істориків, а не політиків. Одночасно заступниця Голови Держдуми від «Єдиної Росії» Любов Сліська на запитання в Києві про те, коли Росія вибачиться за участь у репресіях і голодоморах в Україні, відповіла: «Чому завжди наполягають, щоб Росія вибачалася за все? Люди, чия політика принесла страждання не тільки Україні, а й Росії, Білорусі, народам Кавказу та кримським татарам, залишаються тільки у підручниках історії, секретних документах і протоколах засідань». Українські ЗМІ піддали осуду генерального консула Російської Федерації у Львові Євгена Гузєєва, який заявив, що «керівники того періоду були розсудливими людьми, і неможливо уявити, щоб це було заплановано». «Kyiv Post» вважає, що Росія противиться визнанню голоду як геноциду, бо «як правонаступниця Радянського Союзу Росія також занепокоєна можливістю судового позову або необхідності виплачувати репарації».
17 листопада 2007 року члени радикальної російської націоналістичної групи «Євразійський союз молоді» Олександра Дугіна увірвалися в український культурний центр у Москві і розтрощили виставку про Голодомор.

#### Суперечливість 2008
2008 року вебсайт «Russia Today» опублікував статтю російського історика Бориса Борисова про засудження Голодомору Палатою представників США. Борисов доводить, що Сполучені Штати не мають морального права критикувати Росію або підтримувати українські претензії, оскільки Голодомор, за його словами, був настільки ж руйнівним, як і Велика депресія у США у той самий період після 1929 року. Він порівнює політику президентів Герберта Гувера і Франкліна Д. Рузвельта з політикою Сталіна, а т. зв. Адміністрацію громадських робіт «Нового курсу» з комуністичним ГУЛАГом. Однак статтю Борисова, яка в принципі задумувалася, можливо, як сатиричний удар у відповідь американським діячам, сприйняли за чисту монету прибічники теорії змови (особливо після видалення відповідної статті з Вікіпедії, що розглядалося як «спроба приховати правду») та неокомуністи (особливо неосталіністи, які прагнуть відчистити Йосипа Сталіна від будь-яких провин).